# Abdullahi Yusuf Ahmed
 (janvier 2008).
Si vous disposez d'ouvrages ou d'articles de référence ou si vous connaissez des sites web de qualité traitant du thème abordé ici, merci de compléter l'article en donnant les références utiles à sa vérifiabilité et en les liant à la section « Notes et références ».
Abdullahi Yusuf Ahmed (en somali : Cabdulaahi Yuusuf Axmed, en arabe : عبدالله يوسف أحمد), né le 15 décembre 1934 à Galkacyo, en Somalie, et mort le 23 mars 2012 à Dubaï, d'une pneumonie,, est un militaire et homme politique somalien. Il fut président de la Somalie de 2004 à 2008. Il est élu président du gouvernement de transition par le Parlement somalien en exil à Nairobi le 10 octobre 2004 et prête serment le 14 octobre 2004. Depuis cette élection, il vit à Nairobi. L'élection s'est déroulée à Nairobi, car Mogadiscio, capitale de la Somalie, en proie alors à des affrontements, était jugée alors trop dangereuse.

## Biographie
Il est né le 15 décembre 1934 à Galkacyo, dans la région de Mudug. Entre 1956 et 1960, il reçoit une instruction et est formé en tant que Carabinier (équivalent du Gendarme Français), à Turin, en Italie. Il rentrera en Somalie à la veille de son indépendance. 
Ancien officier et chef du Somali Salvation Democratic Front, SSDF, une organisation de guérilla créée par l'Éthiopie en 1979.
Le SSDF d'Abdullahi Yusuf, conçu comme instrument en lien étroit avec le régime éthiopien de Mengistu, a servi comme éclaireur pour l'armée éthiopienne lors de ses incursions dans les régions du centre-ouest de la Somalie en 1980. Mais très vite, le SSDF change de registre et devient une vraie milice supplétive.
Dans les années 1990 après l'effondrement de l'État somalien, Abdullahi Yusuf Ahmed revient au-devant de la scène politique dans les fourgons des soldats éthiopiens lesquels le portent à la tête de l'administration de la région autonome du Puntland en 1998. Il devint président du Puntland et le resta jusqu'à l'expiration de son mandat, le 1er juillet 2001.
Sous la pression des bailleurs de fonds, notamment de l'Union européenne, Yusuf accepte l'organisation d'élections libres qu'il perd au profit d'un homme de consensus, M. Jama Ali Jama, élu avec une large majorité par la population du Puntland au début de l'année 2002.
Refusant les résultats des urnes, Abdullahi Yusuf continua à se faire appeler président du Puntland.
En mai 2002, il prit le contrôle de la capitale du Puntland grâce au concours des régiments de l'armée éthiopienne.
S'inscrivant ainsi dans la lutte contre le terrorisme islamiste et bénéficiant du soutien militaire éthiopien, M. Yusuf est reconnu président du Puntland par la communauté internationale.
En octobre 2004, il devient président du gouvernement de transition. Ces élections se sont déroulées non pas en Somalie mais à Nairobi, la capitale du Kenya.[réf. nécessaire]
Il démissionne le 29 décembre 2008 devant la perte de contrôle du pays en proie au chaos, au bénéfice d'insurgés islamistes radicaux.